# Fjällsjö kyrka
Fjällsjö kyrka är en kyrkobyggnad som tillhör Fjällsjö församling i Härnösands stift. Kyrkan ligger vid Fjällsjöälven i samhället Backe i Strömsunds kommun.

## Kyrkobyggnaden
En kyrka har funnits på platsen sedan medeltiden. Om ursprungliga kyrkan är ingenting känt. Träkyrkan som fanns på 1700-talet hade platt innertak och ett torn mitt på taket där kyrkklockan var inrymd. 1735 byggdes en fristående klockstapel av bonden Lars Abrahamson i Helgum.
Nuvarande träkyrka uppfördes 1817-1818 och försågs med kyrktorn 1821. 
Enligt sägnen skall Fjällsjö gamla kyrka ha legat i Sunnansjö. Då man beslöt sig för att flytta kyrkan (ev. någon gång på 1600-talet) till dess nuvarande plats, i Backe, på andra sidan älven, råkade en av kyrkklockorna falla i vattnet. Platsen kunde lokaliseras och många bärgningsförsök har gjorts. Ibland, säger sägnen, har klockan kunnat lyftas så högt att den varit synlig, men något har alltid tvingat bärgningsmännen att i sista stund släppa klockan.

## Inventarier
- En madonnabild är från 1200-talet.
- Altarskåpet är en triptyk från 1500-talet.
- Nuvarande predikstol tillkom 1863. En tidigare predikstol från 1782 är placerad i kyrkomuseet.
- Ett sockenbudstyg är från 1766.
- En tidigare altartavla är målad 1933 av Olle Hjortzberg. Motivet är "Änglahälsningen efter uppståndelsen". Tavlan hänger numera på södra långväggen.

### Webbkällor
- Fjällsjö församling[död länk]
- Härnösands Stifts Herdaminne av L. Bygdén